# Holidoteidae incertae sedis tannerensis
Holidoteidae incertae sedis tannerensis là một loài chân đều trong họ Holidoteidae. Loài này được Schultz miêu tả khoa học năm 1966.